# 2-Methylglutaronitril
2-Methylglutaronitril (MGN) ist ein racemisches Dinitril mit einer seitenständigen Methylgruppe (α-Methyl-valerodinitril), das bei der großtechnischen Synthese von Adiponitril anfällt und Ausgangs-verbindung für das Vitamin Nicotinsäureamid und für die als „grüne“ Lösungsmittel propagierten Diester Dimethyl-2-methylglutarat und Esteramide Methyl-5-(dimethylamino)-2-methyl-5-oxopentanoat ist.

## Vorkommen und Darstellung
2-Methylglutaronitril ist ein Nebenprodukt der Produktion von Adiponitril, der Vorstufe von Hexamethylendiamin und Adipinsäure als Bausteine für Polyamid 6.6.
Ausgehend von 1,3-Butadien oder einem butadienreichen (>40 Volumenprozent) C4-Schnitt aus einem Naphtha-Steamcracker wird in der ersten Stufe in einer Hydrocyanierung mit Ni0-Phosphin [PR3]-Katalysatoren bzw. Phosphit [P(OR)3]- oder Phosphonit [P(OR)2R]-Katalysatoren ein Gemisch von Pentennitrilen erhalten, das hauptsächlich trans-3-Pentennitril neben den Isomeren 2-Methyl-2-butennitril, 4-Pentennitril und 2-Pentennitril enthält.
Das Gemisch der monoolefinischen C5-Mononitrile wird einer Isomerisierung mit einem Hydrocyanierungs-katalysator und einer Lewis-Säure, wie z. B. ZnCl2 zu 3- und 4-Pentennitril unterworfen und in der dritten Stufe erneut mit Cyanwasserstoff zu einem Gemisch von Dinitrilen umgesetzt, das neben 2-Methyl-glutaronitril Adiponitril und 2-Ethylsuccinonitril enthält.
Daraus kann 2-MGN durch fraktionierte Destillation abgetrennt werden.
Als unerwünschtes Nebenprodukt der Adiponitril-Produktion wurde die 2-MGN-reiche Fraktion mit der typischen Zusammensetzung von ca. 86 Gew.% 2-MGN, 11 Gew.% 2-Ethylsuccinonitril und 3 Gew.% ADN, bisher als Abfallstoff verbrannt.

## Eigenschaften
2-Methylglutaronitril ist eine sehr unangenehm riechende, klare, farblose bis braune Flüssigkeit mit niedrigem Dampfdruck und einem Flüssigbereich von >300 °C. Die Verbindung ist sehr giftig, insbesondere beim Einatmen.

## Anwendungen
2-Methylglutaronitril kann durch Umsetzung mit Wasserstoff an Platin- oder Palladium-Kontakten bei Temperaturen von 250 bis 400 °C in 3-Methylpyridin (β-Picolin) überführt werden.
Neben 3-Methylpyridin fällt dabei auch 3-Methylpiperidin als Nebenprodukt an, aus dem durch Dehydrierung weiteres β-Picolin erhalten werden kann.
Ammonoxidation von 3-Methylpyridin an Übergangsmetallkontakten liefert 3-Cyanpyridin (Nicotinsäurenitril) in Ausbeuten von 95 %.
Nitrilase-katalysierte Hydrolyse des 3-Cyanopyridins mittels immobilisierter Rhodococcus-Stämme führt in quantitativer Ausbeute zum Nicotinsäureamid (Vitamin B3).
Hydrierung einer Lösung von 2-MGN in Ethanol in Gegenwart Raney-Cobalt bei 15 bar und 100 °C liefert 2-Methylpentan-1,5-diamin.
2-Methylpentandiamin lässt sich bei 300 bis 400 °C an einem Zeolith-Kontakt in 3-Methylpiperidin überführen und anschließend an einem Palladium-Kontakt zu 3-Methylpyridin dehydrieren, das über Nicotinsäurenitril in Nicotinsäureamid überführt werden kann.
Das racemische Diamin kann auch zur Darstellung spezieller Polyamide und nach Umsetzung mit Phosgen zum 2-Methylpentandiisocyanat als Reaktionskomponente in Polyurethanen verwendet werden.
Nitrilasen hydrolysieren in α,ω-Dinitrilen regioselektiv die ω-Nitrilgruppe ohne die fassbare Amid-Zwischenstufe direkt zur Carboxygruppe. Dabei entsteht in hoher Ausbeute 4-Cyanpentansäure.
Das Ammoniumsalz der 4-Cyanpentansäure kann durch katalytische Hydrierung in Gegenwart von Methylamin in 1,5-Dimethyl-2-piperidon, einem umweltverträglichen Lösungsmittel, überführt werden.
Die Hydrolyse beider Nitrilgruppen des 2-Methylglutaronitrils mit z. B. 20%iger Natronlauge bei 50 °C und anschließendes Ansäuern erzeugt 2-Methylglutarsäure.
Ausgehend von 2-Methylglutaronitril kann die Hydrolyse zur 2-Methylglutarsäure auch über das 2-Methylglutarimid erfolgen, das beim Erhitzen eines 2-MGN/Wasser-Gemischs auf 275 °C in Gegenwart eines Titandioxid-Katalysators in Ausbeuten von 94 % erhalten wird.
Hydrolyse im Alkalischen liefert 2-Methylglutarsäure.
Die Reaktion von 2-Methylglutarimid mit z. B. Methanol (Methanolyse) erzeugt in Gegenwart von Titandioxid bzw. Lanthanoxid den Diester Dimethyl-2-methylglutarat, der als umweltfreundliches aprotisch dipolares Lösungsmittel unter dem Namen Rhodiasolv® IRIS mit der typischen Zusammensetzung 87–89 % Dimethyl-2-methylglutarat, 9–11 % Dimethyl-2-ethylsuccinat und 1–2 % Dimethyladipat als Ersatz für Aceton, Dichlormethan, N-Methylpyrrolidon u. ä. kommerzialisiert wurde.
Das Estergemisch weist große Ähnlichkeit mit den so genannten dibasischen Estern auf, wie sie als FlexiSolv® DBE® esters im Handel sind.
Der Diester lässt sich mit Dimethylamin in Methanol/Natriummethanolat selektiv in ein Gemisch von 1- bzw. 5-substituierten Methylesteramiden überführen, die unter dem Namen Rhodiasolv® Polarclean als Formulierungshilfsmittel für Pflanzenschutzzubereitungen eingesetzt werden. Die erhaltenen Esteramide sind leicht bioabbaubar und auch im Vergleich zu den häufig verwendeten N-Methylpyrrolidon, Cyclohexanon oder Isophoron gute Lösungsmittel für eine Vielzahl unterschiedlicher Pflanzenschutzmittel wie Insektizide oder Fungizide.
Andere Esteramide leiten sich z. B. von 2-MGN ab, die nach alkalischer Hydrolyse zur 2-Methylglutarsäure, Cyclisierung mit Acetanhydrid zum 2-Methylglutarsäureanhydrid, Reaktion mit Dimethylamin zum Monoamid, Säurechloridbildung mit Thionylchlorid und Veresterung mit hydrophoberen Alkoholen, wie z. B. Butanole oder Cyclohexanol gebildet werden.